# Humboldt County, Nevada
Humboldt County är ett administrativt område i delstaten Nevada, USA. År 2010 hade countyt 16 528 invånare. Den administrativa huvudorten (county seat) är Winnemucca. 

## Geografi
Enligt United States Census Bureau har countyt en total area på 25 014 km². 24 988 km² av den arean är land och 26 km² är vatten. 

### Angränsande countyn
- Elko County, Nevada - öst
- Lander County, Nevada - sydöst
- Pershing County, Nevada - syd
- Washoe County, Nevada - väst
- Harney County, Oregon - nord
- Malheur County, Oregon - nord
- Owyhee County, Idaho - nordöst